# Canadian Journal of Agricultural Economics
Canadian Journal of Agricultural Economics is een internationaal, aan collegiale toetsing onderworpen wetenschappelijk tijdschrift op het gebied van de agroeconomie. De naam wordt in literatuurverwijzingen meestal afgekort tot Can. J. Agr. Econ.